# Бакинский процесс

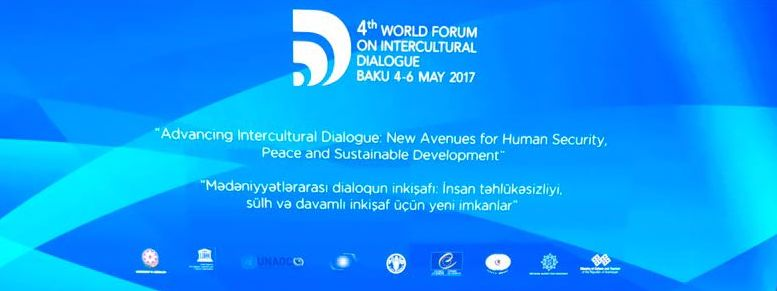
4 Всемирный Форум Межкультурного Диалога

Бакинский процесс (азерб. Bakı prosesi) был запущен в 2008 году по инициативе президента Азербайджанской Республики с целью создания действенного и эффективного межкультурного и межцивилизационного диалога. В основе выдвижения Азербайджаном такого глобального процесса стоит фактор разнообразия религиозных общин, этнических групп, а также культурное многообразие сложившееся исторически на территории Республики.
12 июня 2018 года в Париже при поддержке Фонда Гейдара Алиева, посольства Азербайджана во Франции и постоянного представительства при ЮНЕСКО был отмечен 10-летний юбилей «Бакинского процесса».

## Бакинская декларация
В рамках «Бакинского процесса» на конференции министров культур государств-членов Совета Европы, проходившей впервые в Баку 2-3 декабря 2008 года на тему «Межкультурный диалог — основа мира и устойчивого развития Европы и соседних регионов» впервые по инициативе Азербайджана с участием 10-ти исламских государств была заложена основа для нового формата сотрудничества. С участием исламских государств конференция министров культуры приобрела новый формат. На конференции по содействию межкультурному диалогу приняли участие высокопоставленные представители из 48 стран, 8 международных организаций и ряда международных неправительственных организаций. По итогам конференции была принята «Бакинская декларация». Документ является новым обращением, призывающим мир к расширению межкультурного диалога.
С целью развития «Бакинского процесса» 13-15 октября 2009 года в Баку была проведена VI Конференция министров культуры исламских стран, в которой приняли также участие представители более 10 Европейских стран. В рамках Конференции между государствами-членами Совета Европы странами-членами Организации Исламской Конференции было принято совместное коммюнике «Бакинский процесс — новый призыв к диалогу между цивилизациями».
23 сентября 2010 года на 65-й сессии Генеральной Ассамблеи ООН Президент Азербайджанской Республики выступил с заявлением о проведении Форума Всемирного межкультурного диалога. Тем самым «Бакинский процесс» вышел за пределы регионального контекста и превратился в глобальное движение.
Указом Президента № 432 от 27 мая 2011, координирующим органом по организации Форума, проводимого каждые два года, является Министерство культуры и туризма.

## I Всемирный Форум Межкультурного Диалога
7-9 апреля 2011 года в Баку при партнёрстве влиятельных международных организаций (ЮНЕСКО, Альянс цивилизаций ООН, Совет Европы, Центр Совета Европы «Север-Юг», ИСЕСКО) состоялся 1-й Всемирный форум по межкультурному диалогу.

### Участники Форума
- делегации из 102 стран
- руководящие лица из более 10-ти международных организаций
- Министры 20-ти стран
- Представители известных медиа-структур
- В общей сложности, около 500 иностранных представителей с пяти континентов

### Мероприятия проведённые в рамках I Форума

#### Сессии
- «Межкультурное понимание и культурное разнообразие во имя достижения мира и диалога»
- «Обособление значимости межкультурного диалога: культура, искусство и наследие»
- «Женщины как ключевые участницы межкультурного диалога»
- «Влияние технологий, социальной медиа и журналистики на межкультурные связи»
- «Межкультурный диалог между мировыми религиями»
- «Презентации новых инициатив и проектов по развитию межкультурного диалога и сотрудничества»

#### Конференция
- «Многообразие культур и философия диалога в современном мире» (при организации Национальной Академии наук Азербайджана)

#### Семинары
- «Межкультурные города» — семинар с участием мэров и представителей городов-членов проекта (при организации Совета Европы)
- «Традиции и перспективы межкультурного диалога в странах СНГ: культура, образование, коммуникация» (при организации Азербайджанской Республикой)

#### Конгресс
Первый Конгресс Глобального молодёжного движения за альянс цивилизаций (SİQGH)

#### Выставка
- «Евреи, христиане и мусульмане: межкультурный диалог в средневековых рукописях» (совместно организованный Азербайджаном и Австрией)

### Учреждение «Платформы межкультурного сотрудничества — 5А»
В рамках форума Азербайджаном была выдвинута инициатива учреждения «Платформы межкультурного сотрудничества — 5А». Учитывая, что названия континентов — Европа, Азия, Америка, Африка и Австралия на азербайджанском языке начинаются на букву «А», название платформы символически было указано как «5А».

## II Всемирный Форум Межкультурного Диалога

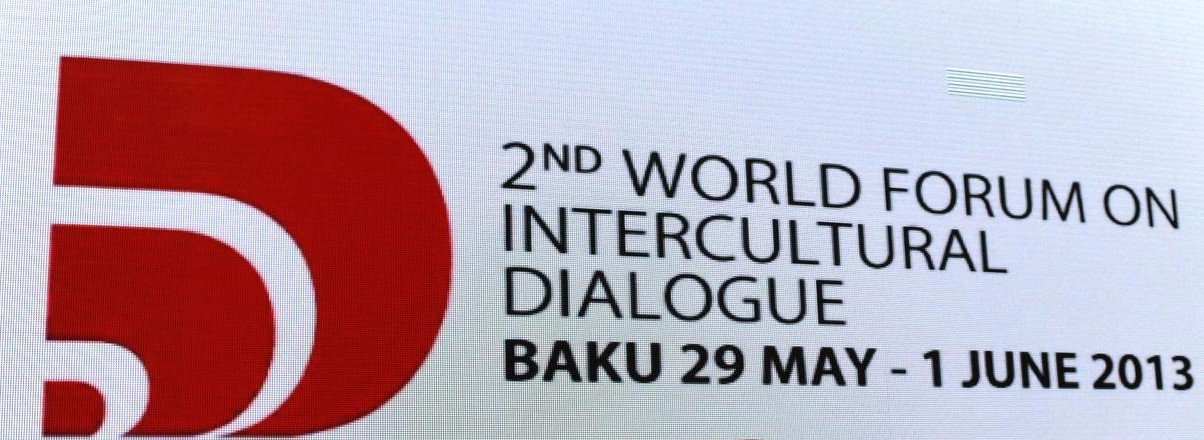
II Всемирный Форум Межкультурного Диалога

29 мая — 1 июня 2013-го года в Баку был проведён 2-й Всемирный Форум Межкультурного Диалога под девизом «Жить вместе в условиях мира в мультикультурном мире». В качестве основных партнёров форума вновь совместно выступили такие международные организации как ЮНЕСКО, Альянс цивилизаций ООН, Совет Европы, Центр Север-Юг Совета Европы, ИСЕСКО и Всемирная туристская организация ООН.
Перед началом церемонии открытия форума, 29 мая Азербайджан совместно с Альянсом цивилизаций ООН провёл впервые в нашей стране кульминационное мероприятие глобальной кампании «Сделай что-нибудь для культурного разнообразия», посвятив его 21 мая — Всемирному Дню Культурного Разнообразия, объявленному в 2001-ом году. В мероприятии приняли участие высокопоставленный представитель Альянса цивилизаций ООН господин Нассир Абдульазиз Аль-Нассир, министры культуры и туризма ряда стран, эксперты. В рамках мероприятия по инициативе Азербайджана в рамках «Платформы межкультурного сотрудничества — 5А» с каждого континента, пропагандирующего культурное разнообразие, был представлен один проект.

### Участники форума
- Делегации из более 115-ти стран
- Руководящие лица 13-ти международных организаций (ЮНЕСКО, Альянс цивилизаций ООН, Всемирная туристская организация ООН, ИСЕСКО, ИРСИКА[7], Совет Европы, Центр Север-Юг Совета Европы, НАТО, ТЮРКСОЙ, Совет Сотрудничества Тюркоязычных Государств, Арабская Лига, АСЕАН, Организация Американских Государств)
- более 70-ти авторитетных НПО
- более 100 известных учёных и профессоров, экспертов
- В общей сложности, около 600 иностранных представителей

### Мероприятия проведённые в рамках II Форума

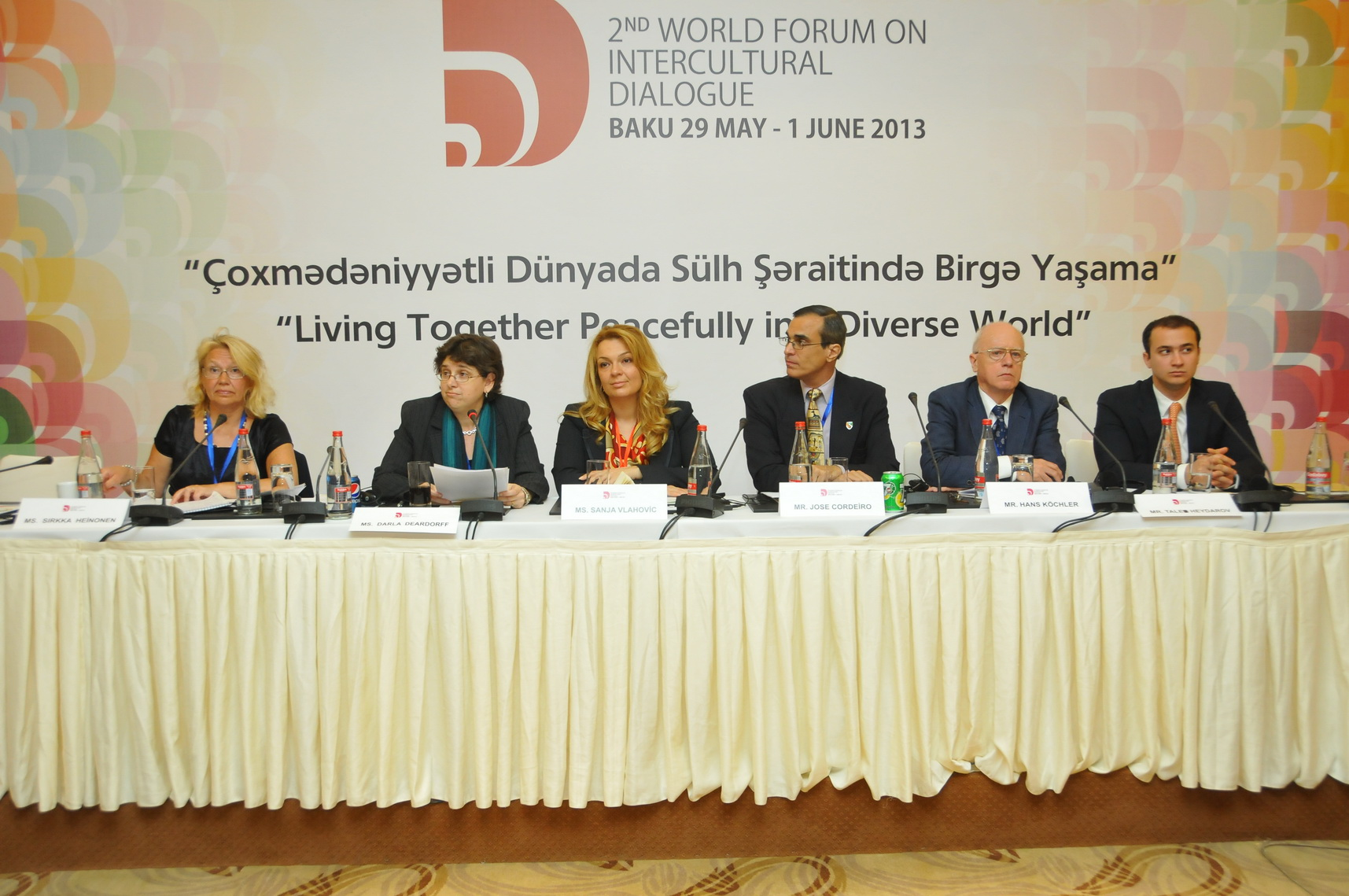
Сессия Второго Всемирного Форума Межкультурного Диалога

#### Сессии
- «Культурные коридоры в регионе Юго-Восточной Европы, Чёрного моря и Кавказa — общее наследие, совместные обязательства, устойчивое развитие»
- «Новая эра глобализации: гибридизация культур в изменяющемся мире»
- «Межкультурный Диалог посредством преподавания истории: самый лучший опыт и трудности»
- «Построение межкультурных компетенций в XXI веке»
- «Как строить общественную поддержку культурного разнообразия?»
- «Западно-мусульманские связи: от столкновения к сотрудничеству»
- «Туризм — как основной ведущий фактор взаимопонимания и толерантности между людьми и культурами»
- «Политика урбанизации для разнообразия в XXI веке: межкультурная городская парадигма»
- «Усиление роли гражданского общества в поощрении межкультурного диалога, многообразия и представительства»
- «Глобальное гражданство: к межкультурной деятельности»
- «Межкультурный диалог: вера и наука»
- «Роль корпоративного сектора в поощрении межкультурного диалога и многообразия»

#### Конференция

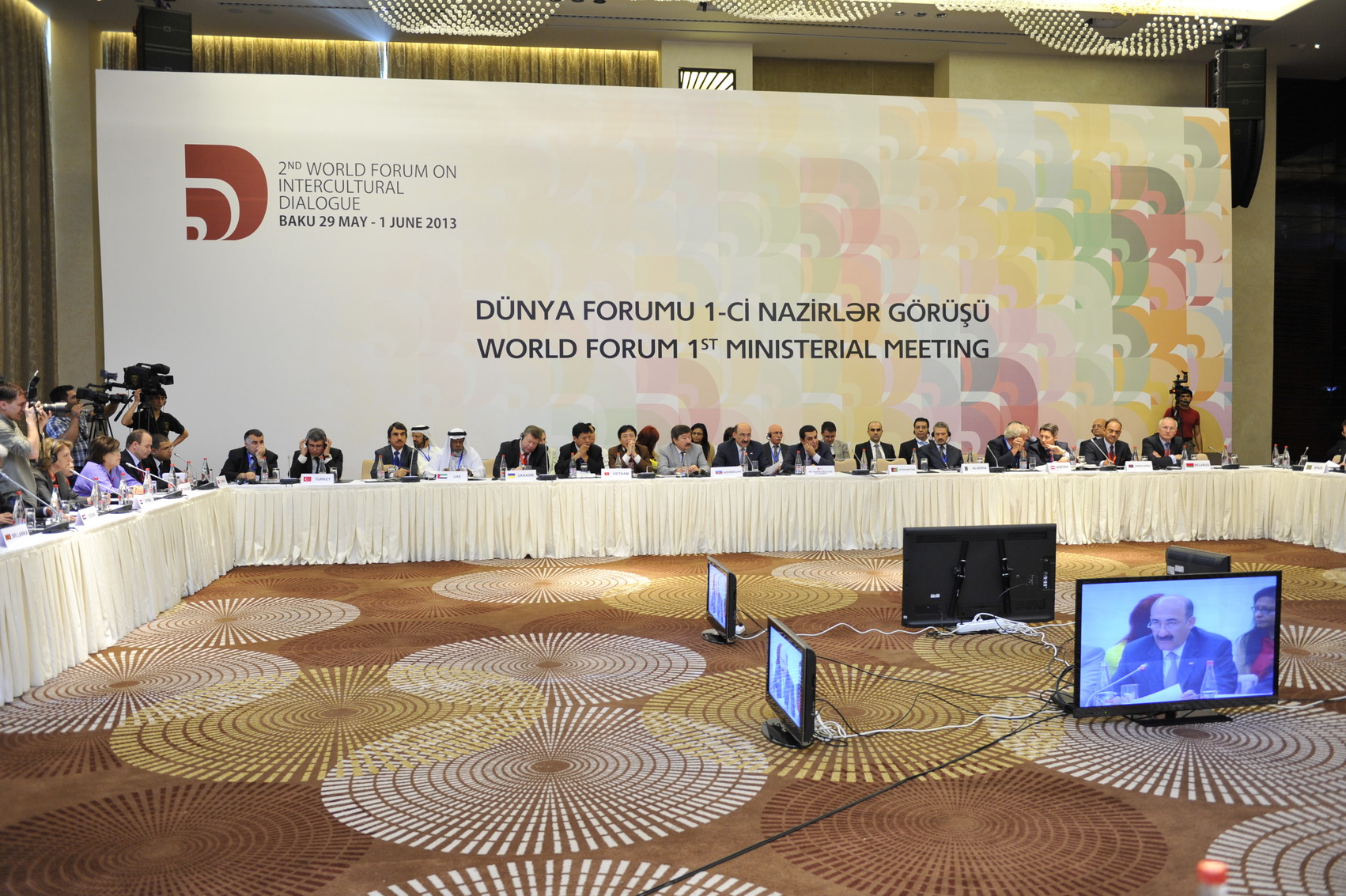
II Всемирный Форум Межкультурного Диалога. Конференция министров культуры и туризма.

- Впервые в мире состоялась 1-я конференция министров, ответственных за области культуры и туризма. В завершении конференции было принято коммюнике.

#### Саммит
- В рамках форума совместно с Альянсом Цивилизаций ООН, осуществляющим активную работу в общественной и политической области в Европе, Америке и исламском мире, был организован 1-й Саммит выпускников Программы Развивающихся Лидеров ООН.

#### Культурные мероприятия
- Презентация фильма «Этническая и традиционная музыка Народов мира»
- Композиция «Мультикультурный обмен музыкой»
- Выставка немецкого художника Инга Шмидта «Цветы жизни»
- Танец «Янардаг» в Государственном историко-архитектурном и природном заповеднике

## III Всемирный Форум Межкультурного Диалога
Под патронажем Президента Азербайджанской Республики Ильхама Алиева и при партнёрстве ЮНЕСКО, Альянса Цивилизаций ООН, Совета Европы, Всемирной Туристической Организация ООН, Центра Север-Юг Совета Европы, ИСЕСКО 18-19 мая 2015 года в Баку был проведён 3-й Всемирный Форум Межкультурного Диалога на тему «Поделимся культурой во имя общей безопасности».
Присутствовавшая на мероприятии гендиректор ЮНЕСКО Ирина Бокова вручила Мехрибан Алиевой документ, подтверждающий включение азербайджанского искусства келагаи в Репрезентативный список нематериального культурного наследия ЮНЕСКО
.

### Мероприятия проведённые в рамках III Форума

#### Семинары
- «Мультикультурализм: Перспективные истины»
- "Шёлковый путь — основные направления для диалога и обмена мнениями: Использование инициативы «Шёлковый путь», и его потенциал для сегодняшнего межкультурного диалога
- «Развитие туризма как способ продвижения диалога, взаимопонимания и толерантности между народами, культурами и цивилизациями»
- «Учимся жить вместе посредством образования: от политики к практике»
- «Роль искусства и наследия в межкультурных отношениях»
- «Компетентность демократической культуры»
- «Молодёжь — представители социальных перемен: вклад в процесс мира и диалога»
- «Сотрудничество религиозных лидеров мусульманского мира с целью межкультурного диалога»
- «Влияние молодёжи на будущее: конструктивное использование социальной медиа»[9].

## IV Всемирный Форум Межкультурного Диалога
4-6 мая 2017 года в Баку был проведён 4-й Всемирный Форум Межкультурного Диалога под девизом «Развитие межкультурного диалога: новые возможности для безопасности человека, мира и устойчивого развития». Форум организован под патронажем Президента Азербайджана Ильхама Алиева в сотрудничестве с ЮНЕСКО, Альянсом цивилизаций ООН, Всемирной туристской организацией ООН (ВТООН), Советом Европы, Исламской организацией по вопросам образования, науки и культуры (ИСЕСКО), Продовольственная и сельскохозяйственная организация (ФАО) и Северно-Южным центром Совета Европы.

### Участники Форума
- Делегации из более 120-ти стран
- Генеральные секретари ЮНЕСКО, ИСЕСКО, ОИС, ОЧЭС, Международного центра по изучению исламской истории, искусства и культуры (ИРСИКА), Арабского магрибского союза, Союза сотрудничества тюркоязычных государств и ТЮРКСОЙ
- более 50-ти авторитетных НПО
- более 100 известных учёных и профессоров, экспертов
- В общей сложности, около 800 иностранных представителей[11]

#### Сессии
- «Продвижение диалога и построение мостов как инструмента предотвращения насильственного экстремизма»
- «Межкультурный диалог по обеспечению продовольственной безопасности и устойчивости сообщества: Существенные элементы в достижении устойчивого развития и мира»
- «Распределение ответственности за безопасность человека: создание устойчивых и инклюзивных обществ»
- «Содействие синергизму межкультурного диалога между экономическими и финансовыми учреждениями и развитие агентств стоящие на повестке дня на 2030 год: проблемы и возможности»
- «Построение мира: 70 лет деятельности ООН»
- «Инклюзивный диалог в век поляризации»
- «Гейдар Алиев и интеррелигиозная гармония в Азербайджане»
- «Спорт для межкультурного диалога и мира»
- «Культивирование мирных отношений посредством межкультурного диалога»
- «Построение инклюзивных обществ и мирного сосуществования: перспективы АСЕАН»
- «Культурные маршруты Совета Европы как сети для межкультурного диалога»[12]

#### Культурные мероприятия
- Концерт «Духовный голос мира» на территории Дворца Ширваншахов в Старом городе Баку
- Выставка «Мусульманско-арабское наследие на Западе»
- Выставка «Ancestry Atlas как инструмент отображения разнообразия»

## V Всемирный Форум Межкультурного Диалога
5-й Всемирный форум по межкультурному диалогу начал работу в Баку 2 мая 2019 года. Темой пятого форума стало «Построение диалога для борьбы против дискриминации, неравенства и насильственных конфликтов».

## VI Всемирный Форум Межкультурного Диалога
6-й Всемирный форум по межкультурному диалогу пройдёт с 1 по 3 мая 2024 года в Баку. Темой форума станет «Диалог во имя мира и глобальной безопасности: сотрудничество и взаимосвязь».